# Breaking the Ice
"Breaking the Ice" es el octavo episodio de la serie de televisión Star Trek: Enterprise, y fue escrito por Maria Jacquemetton y Andre Jacquemetton. Terry Windell se desempeñó como director del episodio. El episodio fue nominado al premio Emmy de 2002 por efectos visuales.
En este episodio, la Enterprise encuentra un cometa, enviando a Reed y Mayweather para extraer algo de Eisilium. Para su sorpresa, la nave Vulcana Ti'Mur llega para observar su misión. Mientras tanto, cuando el comandante Tucker inesperadamente se convierte en el único tripulante que se entera de que la subcomandante T'Pol tiene que tomar una decisión entre permanecer a bordo del Enterprise o regresar a Vulcano y su inminente matrimonio, ella le pide consejo; esto inicia un vínculo personal cada vez más profundo entre la pareja durante el resto de la serie.

## Trama
La Enterprise está investigando un cometa y la subcomandante T'Pol descubre que el cometa contiene eisilium, un mineral raro que los químicos de Vulcano no habían estudiado en detalle anteriormente. Se envía un equipo visitante formado por el teniente Reed y el alférez Mayweather para recolectar muestras. Mientras tanto, una nave estelar vulcana, Ti'Mur, bajo el mando del Capitán Vanik aparece de repente y, después de que el Capitán Archer sugiere que grupos de cada nave estudien el cometa, el Capitán Vanik declaró que sus miembros simplemente preferirían "observar". El Capitán Archer no está contento con que los vulcanos miren por encima de sus hombros pero, en aras de la cooperación, acepta.
Luego, los vulcanos envían un mensaje cifrado a T'Pol, que el comandante Tucker intercepta, intercepta, y Archer le ordena a la alférez Sato que lo descifre. Tucker es el único que realmente lo lee y descubre que no es un mensaje sobre la Enterprise, sino que se refiere a su matrimonio concertado – un elemento personal que nadie más en la nave conoce. Tucker se disculpa con T'Pol por haber leído su mensaje con ella pidiéndole que mantenga la confidencialidad del contenido de la carta. Más tarde, le confiesa al Doctor Phlox que ha tenido problemas para dormir y él le sugiere que podría ayudar si confía en alguien. Decide consultar a Tucker, quien no comparte sus puntos de vista sobre la cultura y las costumbres vulcanas, ni siquiera que debe irse, y señala que su búsqueda de consejo demuestra que está abierta a elegir sobre la tradición. Finalmente, decide renunciar a sus tradiciones vulcanas y cumplir con sus deberes a bordo del Enterprise.
Archer decide "romper el hielo" entre sus carreras e invita al Capitán Vanik a cenar a bordo del Enterprise. No tiene éxito, ya que no responde sus preguntas y desprecia el comportamiento humano. Archer concluye la comida acusandolo de espiar al Enterprise y luego le pide que se vaya. Posteriormente, Archer observa que una explosión en la superficie del cometa ha alterado el eje de rotación del cometa. Cuando sale el sol, Mayweather y Reed comienzan a tener dificultades ya que el hielo comienza a agrietarse. Intentan usar el transbordador para irse, pero cae a un abismo. Archer finalmente se traga su orgullo y sus sentimientos negativos hacia los vulcanos al permitir que Vanik ayude a rescatar el transbordador.

## Producción
El título del episodio proviene de La fierecilla domada de Shakespeare. Se presentó una versión revisada del guion dos días después del borrador final, el 31 de agosto de 2001. Anteriormente, el guion se refería a la nave Vulcana como de la "clase Surak", el borrador final revisado categorizaba el tipo de barco como "clase Suurok". El barco fue diseñado por Doug Drexler y se inspiró en un diseño de barco anular no realizado de Matt Jefferies, quien diseñó las naves de la serie original. Este es el primer episodio de Star Trek: Enterprise en el que Rick Berman o Brannon Braga no escribieron el episodio o su historia, según los créditos de esta entrega y los episodios anteriores de la serie. Braga se refirió una vez a la idea de representar a personas caminando sobre un cometa como un desafío ambicioso que surgió como resultado de su continuo intento de superar los límites de lo que el personal creativo de la serie podía hacer. Este fue el primer episodio escrito por el equipo de escritores formado por marido y mujer, Maria Jacquemetton y Andre Jacquemetton, quienes ganarían múltiples premios Emmy por su trabajo en la serie Mad Men.
El escritor y asesor científico Andre Bormanis trabajó en el episodio y dijo que hicieron todo lo posible para obtener los detalles científicos correctos del cometa y que realmente ayudó a la historia. Bormanis explicó que como el programa estaba ambientado en un futuro cercano, querían mantenerlo más cerca de la ciencia actual, pero que la ciencia debe servir a la historia, y "es ciencia ficción, por lo que nos sentimos libres de inventar nuevos fenómenos y teorías una vez en un momento". Bormanis admite que la alta gravedad en la superficie del cometa no era realista, pero era una licencia dramática necesaria debido a que la simulación de baja gravedad estaba demasiado dentro de las limitaciones de costo y tiempo del espectáculo.El escritor Chris Black preguntó al equipo de producción si podían "convertir el Estudio 9 (Stage 9) en la superficie de un cometa". y quedó sorprendido e impresionado por la respuesta "Sí, ¿para cuándo lo quieres?". Stage 9 es una ubicación en Paramount Studios y también fue el escenario principal de la serie original y Star Trek: The Next Generation.
Terry Windell dirigió anteriormente diez episodios de Star Trek: Voyager; este fue su primer y único episodio de Enterprise.

## Recepción
Breaking the Ice se emitió por primera vez en los Estados Unidos en UPN el 7 de noviembre de 2001. De acuerdo con Nielsen Media Research, recibió una calificación de 4,9/8 entre los adultos. Esto significa que tuvo una media de 7,4 millones de espectadores.
Entertainment Weekly dijo que la historia se estaba desarrollando de manera inteligente y se mostró positivo acerca de cómo estaban mostrando más la personalidad de la subcomandante T'Pol.Aint It Cool News le dio 3,5 sobre 5 y estuvo de acuerdo con la afirmación de TV Guide de que el episodio tenía un "guión inteligente". Dijeron que este fue fácilmente el mejor episodio desde el piloto, y se mostraron positivos sobre el trabajo del elenco secundario, Jolene Blalock, Connor Trinnear y Linda Park, y también dijeron que "la nave vulcana tiene un aspecto muy atractivo".En 2019, Den of Geek dijo que este era un episodio importante para comprender a T'Pol.
Jammer's Reviews le dio 3 de 4 y criticó la historia sin inspiración, pero fue positivo sobre el desarrollo del personaje.Michelle Erica Green de TrekNation le dio una crítica positiva, calificándolo de "el episodio con el personaje más fuerte hasta ahora" y elogiando el espectáculo visual de la escena que muestra un amanecer en el cometa.Keith DeCandido de Tor.com gave it 5 out of 10.
En 2021, The Digital Fix dijo que este era uno de los mejores episodios de la primera temporada y destacó que tiene una "trama encantadora centrada [en] Reed y Mayweather".

## Premios
El episodio fue nominado al premio Emmy de 2002 por efectos visuales, pero perdió ante el episodio piloto "Broken Bow".

## Medios domésticos
Este episodio se lanzó como parte de la primera temporada de Enterprise, que se lanzó en alta definición en disco Blu-ray el 26 de marzo de 2013;tiene vídeo de 1080p y una pista de sonido DTS-HD Master Audio.